# Xanthotis provocator
Xanthotis provocator là một loài chim trong họ Meliphagidae.